# Seleção Cubana de Futsal
A Seleção Cubana de Futsal representa a Cuba em competições internacionais de futsal.

## Melhores Classificações
- Copa do Mundo de Futsal da FIFA - 14º lugar em 2004
- Campeonato de Futsal da CONCACAF - Vice-campeão em 1996, 2000, 2004 e 2008